# قرص جنيني

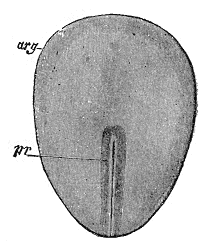

تتكون أرضية الجوف السلوي عن طريق القرص الجنيني (أو القرص المضغي)، الذي يتركب بدوره من طبقة من الخلايا المنشورية، وهي الأديم الظاهر الجنيني، المشتق من الكتلة الخلوية الداخلية والذي يقع في موضع مقابل للأديم الباطن.
بالنسبة للبشر، تحدث هذه المرحلة من التطور بعد غرس البويضة وتسبق مرحلة الطي الجنيني (تُلاحظ في الفترة ما بين اليوم الرابع عشر إلى اليوم الحادي والعشرين من التخصيب)، وتتكون من طبقة الأديم الظاهر، التي تقع بين الطبقة الأريمية التحتية وغشاء السَّلَى، وتنشأ طبقة الأديم الظاهر من الكتلة الخلوية الداخلية. ويكتسب القرص الجنيني ثنائي الطبقات طبقةً ثالثة، عن طريق عمليات تكون المعيدة، ويتكون بعدهاالحبل الظهري، والذي، من خلال عمليات تكون العصبيات، يستحث تكوين الأنبوب العصبي في القرص الجنيني.

## وصلات خارجية
- Diagram at manchester.ac.uk